# Get on the Good Foot
"Get on the Good Foot" é uma canção funk cantada por James Brown. Foi lançada em 1972 como single de duas partes que alcançou o número 1 da parada R&B e número 18 da parada Pop. Também aparece no álbum do mesmo nome lançado naquele ano. Parcialmente devido a falta de vontade das gravadoras de Brown com a RIAA em certificar seus sucessos anteriores, "Get on the Good Foot" foi seu primeiro disco de ouro. A revista Billboard a classificou como número 99 nas canções de 1972.
Apresentações ao vivo de "Get on the Good Foot" aparecem nos álbuns Hot on the One, Live in New York, Live at Chastain Park e Live at the Apollo 1995

## Músicos
- James Brown - vocais, órgão

com os The J.B.'s:
- Russell Crimes - trompete
- Ike Oakley - trompete
- Fred Wesley - trombone
- Jimmy Parker - saxofone alto
- St. Clair Pinckney - saxofone tenor
- Hearlon "Cheese" Martin - guitarra
- Bobby Roach - guitarra
- Fred Thomas - baixo
- John "Jabo" Starks - bateria[6]